# Christian Cueva
Christian Alberto Cueva Bravo (Trujillo, 23 november 1991) is een Peruviaans voetballer die doorgaans als middenvelder speelt. Hij verruilde São Paulo in juli 2018 voor FK Krasnodar. Cueva debuteerde in 2011 in het Peruviaans voetbalelftal.

## Carrière
Cueva stroomde in 2008 door vanuit de jeugd van USMP. Hij speelde meer dan honderd competitiewedstrijden voor die club en werd hiermee in zowel 2008 als 2010 Peruviaans landskampioen. Cueva speelde daarna nog een halfjaar voor César Vallejo voor hij in 2013 voor het eerst actief werd in een andere competitie, bij Unión Española. Hiermee werd hij in zijn eerste seizoen ook kampioen in de Chileense Primera División.
Unión Española verhuurde Cueva in augustus 2013 voor een jaar aan Rayo Vallecano, op dat moment actief in de Spaanse Primera División. Na bij elkaar opgeteld 38 speelminuten tijdens één invalbeurt in de competitie en één in het toernooi om de Copa del Rey keerde hij terug naar Zuid-Amerika.
Hij verruilde Deportivo Toluca in juli 2016 voor São Paulo. In 2018 ging hij naar FK Krasnodar, dat hem in 2019 verhuurde aan Santos FC.

## Interlandcarrière
Cueva debuteerde op 1 juni 2011 in het Peruviaans voetbalelftal. Dat werkte die dag een oefeninterland af in en tegen Japan (0–0). Hij begon in de basisopstelling en werd in de 61e minuut gewisseld voor William Chiroque. Cueva was in 2015 actief actief op zijn eerste grote toernooi met Peru, de Copa América 2015. Zijn ploeggenoten en hij verloren in de halve finale met 2–1 van de latere kampioen Chili. Ze wonnen daarna de wedstrijd om de derde plaats van Paraguay (2–0). Cueva behoorde ook tot het Peruviaanse team op de Copa América Centenario. Hier was de kwartfinale het eindstation. Hij behoorde tot de selectie op het WK 2018 en de Copa América 2019.

## Erelijst
| Competitie                | Aantal | Jaren      |      |      |
| USMP                      | USMP   | USMP       | USMP | USMP |
| ------------------------- | ------ | ---------- | ---- | ---- |
| Kampioen Primera División | 2x     | 2008, 2010 |      |      |
| Unión Española            |        |            |      |      |
| Kampioen Primera División | 1x     | 2013       |      |      |

1 Gallese ·
2 Rodriguez  ·
3 Corzo ·
4 Santamaria ·
5 Araujo ·
6 Trauco ·
7 Hurtado ·
8 Cueva ·
9 Guerrero ·
10 Farfán ·
11 Ruidíaz ·
12 Cáceda ·
13 Tapia ·
14 Polo ·
15 Ramos ·
16 Cartagena ·
17 Advíncula ·
18 Carrillo ·
19 Yotún ·
20 Flores ·
21 Carvallo ·
22 Loyola ·
23 Aquino ·
Coach: Gareca